# Cúp Ngoại hạng Toyota
Cúp Ngoại hạng Toyota hay còn gọi Toyota Premier Cup là giải đấu giao hữu quốc tế (vì lý do tài trợ) được tổ chức tranh cúp giữa đội bóng vô địch Thai League Cup và một đội bóng đến từ J1 League của Nhật Bản. Đây là một giải đấu được tài trợ bởi Toyota.

## Kết quả
| Năm  | Vô địch         | Tỉ số         | Á quân          | Sân vận động           |
| ---- | --------------- | ------------- | --------------- | ---------------------- |
| 2016 | Buriram United  | 2: 1          | Albirex Niigata | Sân vận động I-Mobile  |
| 2015 | BEC Tero Sasana | 0: 0 (4: 3 p) | Sagan Tosu      | Sân vận động Quốc gia  |
| 2014 | Buriram United  | 1: 1 (4: 3 p) | Nagoya Grampus  | Sân vận động Thammasat |
| 2013 | Nagoya Grampus  | 2: 0          | Buriram United  | Sân vận động Quốc gia  |
| 2012 | Buriram United  | 1: 1 (4: 2 p) | Vegalta Sendai  | Sân vận động Quốc gia  |
| 2011 | Port F.C.       | 2: 1          | Shonan Bellmare | Sân vận động Quốc gia  |

## Thành tích đội bóng
| Câu lạc bộ      | # | Năm vô địch      |
| --------------- | - | ---------------- |
| Buriram United  | 3 | 2012, 2014, 2016 |
| Nagoya Grampus  | 1 | 2013             |
| Port            | 1 | 2011             |
| BEC Tero Sasana | 1 | 2015             |

## Thành tích theo quốc gia
| Câu lạc bộ      | Vô địch | Á quân | Năm chiến thắng  | Năm thất bại |
| --------------- | ------- | ------ | ---------------- | ------------ |
| Buriram United  | 3       | 1      | (2011,2013,2016) | (2012)       |
| Nagoya Grampus  | 1       | 1      | (2012)           | (2013)       |
| Port F.C.       | 1       | 0      | (2010)           |              |
| BEC Tero Sasana | 1       | 0      | (2014)           |              |
| Shonan Bellmare | 0       | 1      |                  | (2010)       |
| Vegalta Sendai  | 0       | 1      |                  | (2011)       |
| Sagan Tosu      | 0       | 1      |                  | (2014)       |
| Albirex Niigata | 0       | 1      |                  | (2016)       |